# Billboard Hot 100 cuối năm 2017

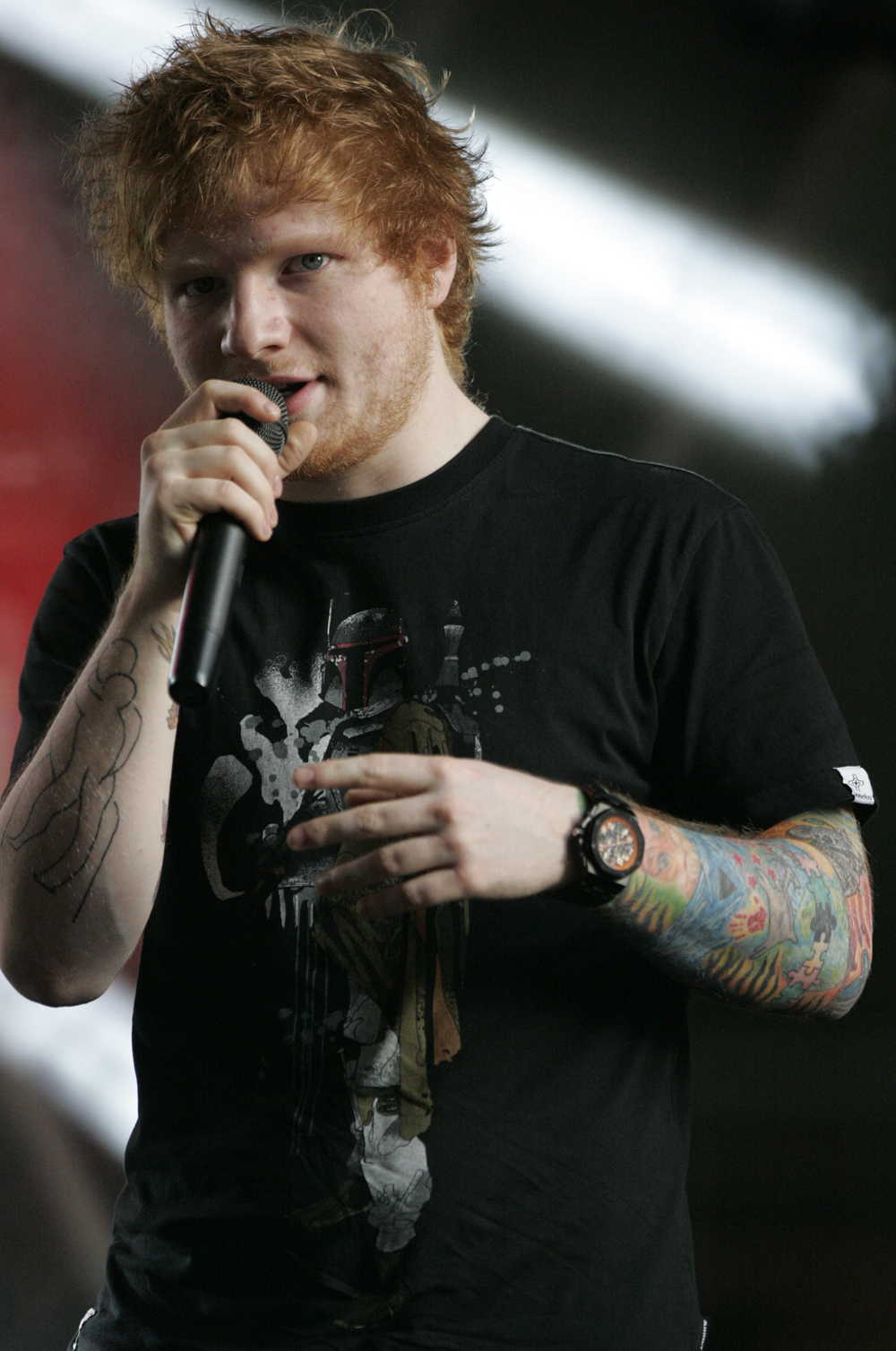
"Shape of You" của Ed Sheeran (hình) nằm ở vị trí quán quân, đạt tổng cộng 12 tuần đứng hạng nhất trên bảng xếp hạng Billboard Hot 100 trong năm 2017.

Billboard Hot 100 là bảng xếp hạng những đĩa đơn bán chạy nhất tại Hoa Kỳ. Dữ liệu của bảng xếp hạng, được phát hành bởi Billboard và đo đạc bởi Nielsen SoundScan, được chọn lọc dựa trên doanh số bán đĩa CD và tải nhạc kỹ thuật số, cũng như số lượt phát sóng và streaming. Vào mỗi cuối năm, Billboard sẽ công bố danh sách 100 bài hát thành công nhất trên bảng xếp hạng Hot 100 dựa vào các thông tin trên. Năm 2017, danh sách được phát hành ngày 11 tháng 12, doanh số được tính từ ngày 3 tháng 12 năm 2016 đến ngày 25 tháng 11 năm 2017.

## Danh sách cuối năm

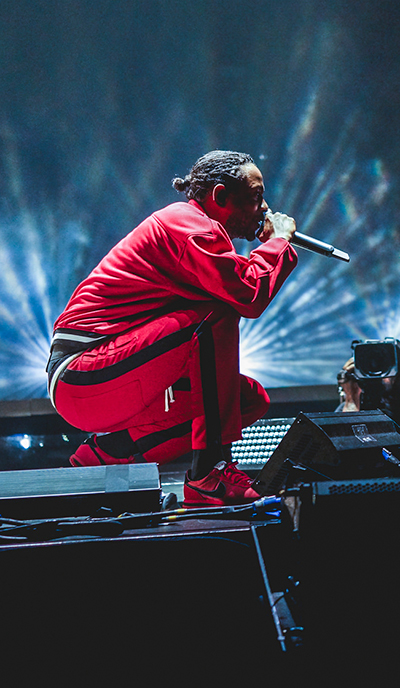
Rapper người Hoa Kỳ Kendrick Lamar có 5 bài hát trong danh sách bao gồm cả đĩa đơn quán quân của anh "Humble" (#4).

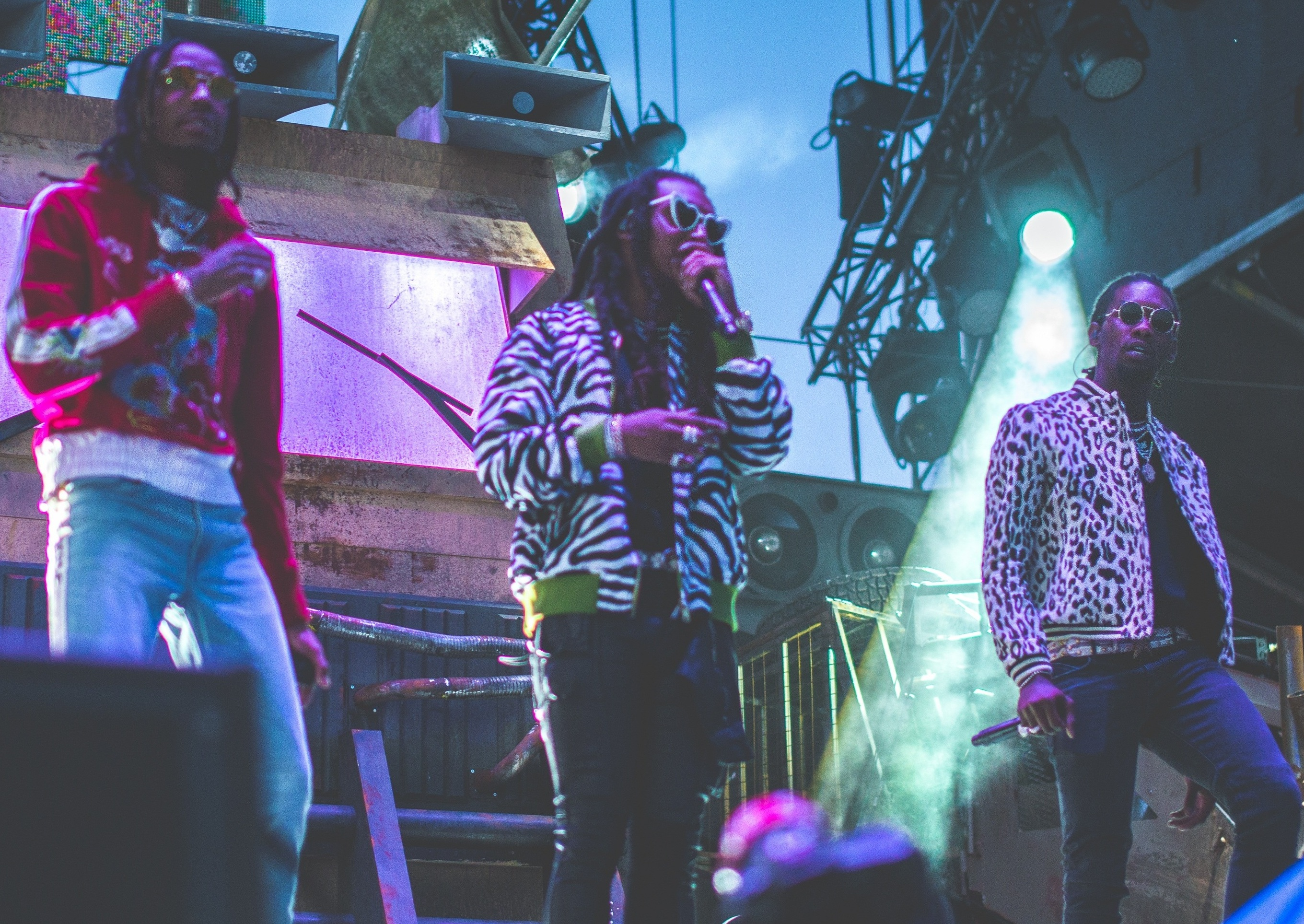
Bộ ba rapper người Hoa Kỳ Migos có 5 bài hát trong danh sách bao gồm cả đĩa đơn quán quân của họ "Bad and Boujee" hợp tác với Lil Uzi Vert (#6). Một thành viên trong nhóm, Quavo, có 3 bài hát hợp tác với các nghệ sĩ khác trong top 40.

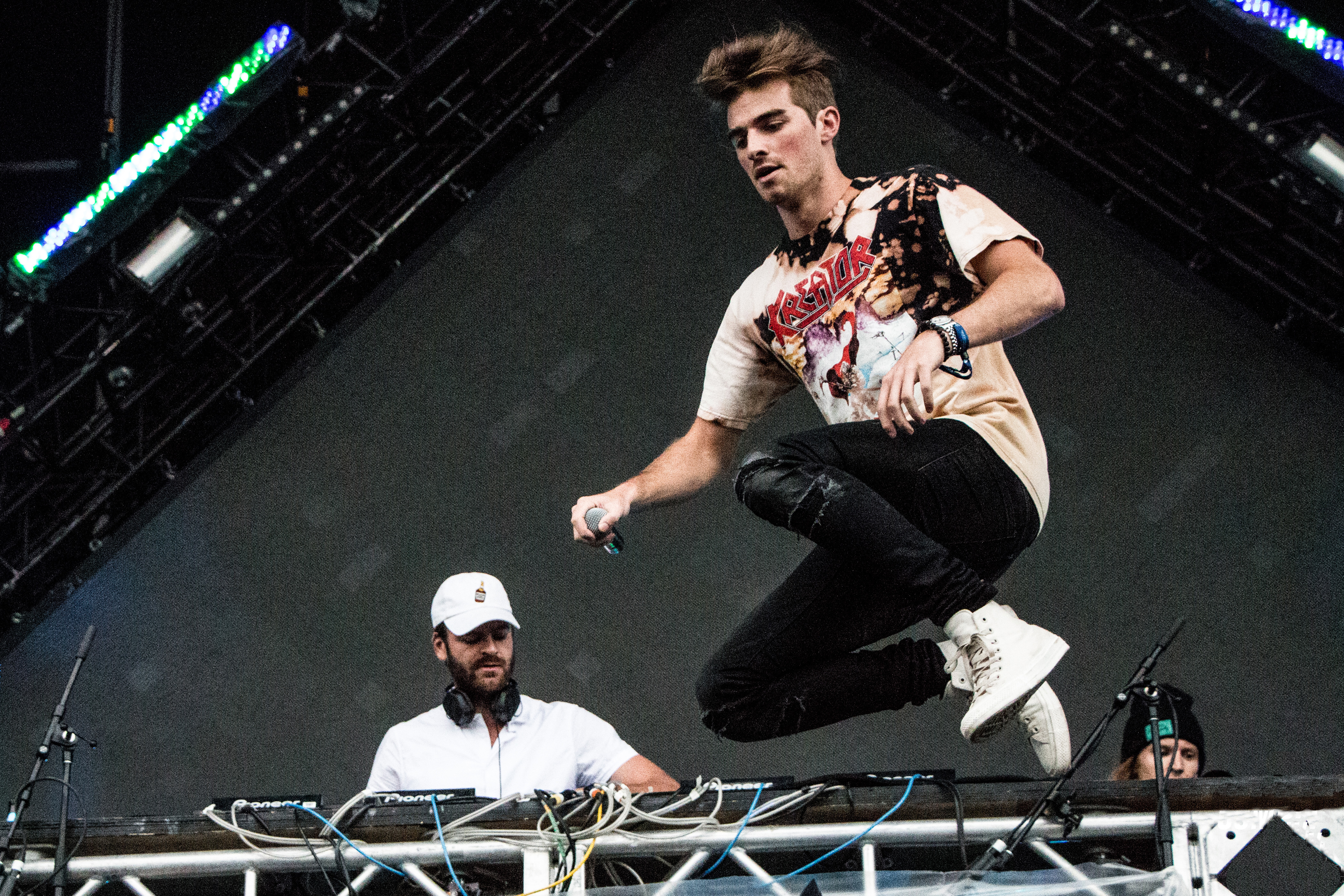
Cặp DJ người Hoa Kỳ The Chainsmokers có 3 bài hát ở top 50, với 2 bài ở 10.

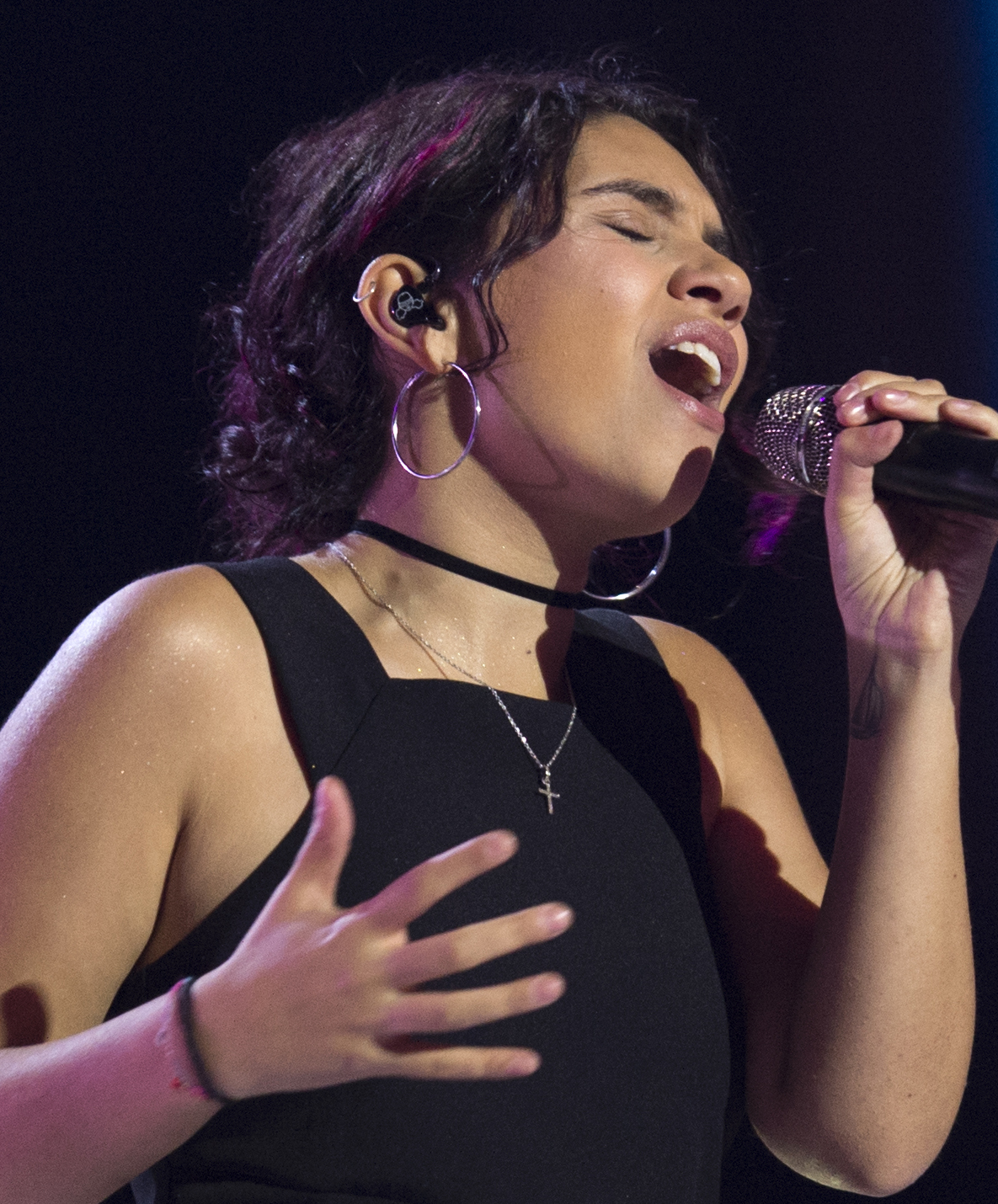
Ca sĩ người Canada Alessia Cara có 3 bài hát trong top 40, với "Stay" (với Zedd) tại #17, "Scars to Your Beautiful" tại #30, và "1-800-273-8255" (với Logic và Khalid) tại #31.

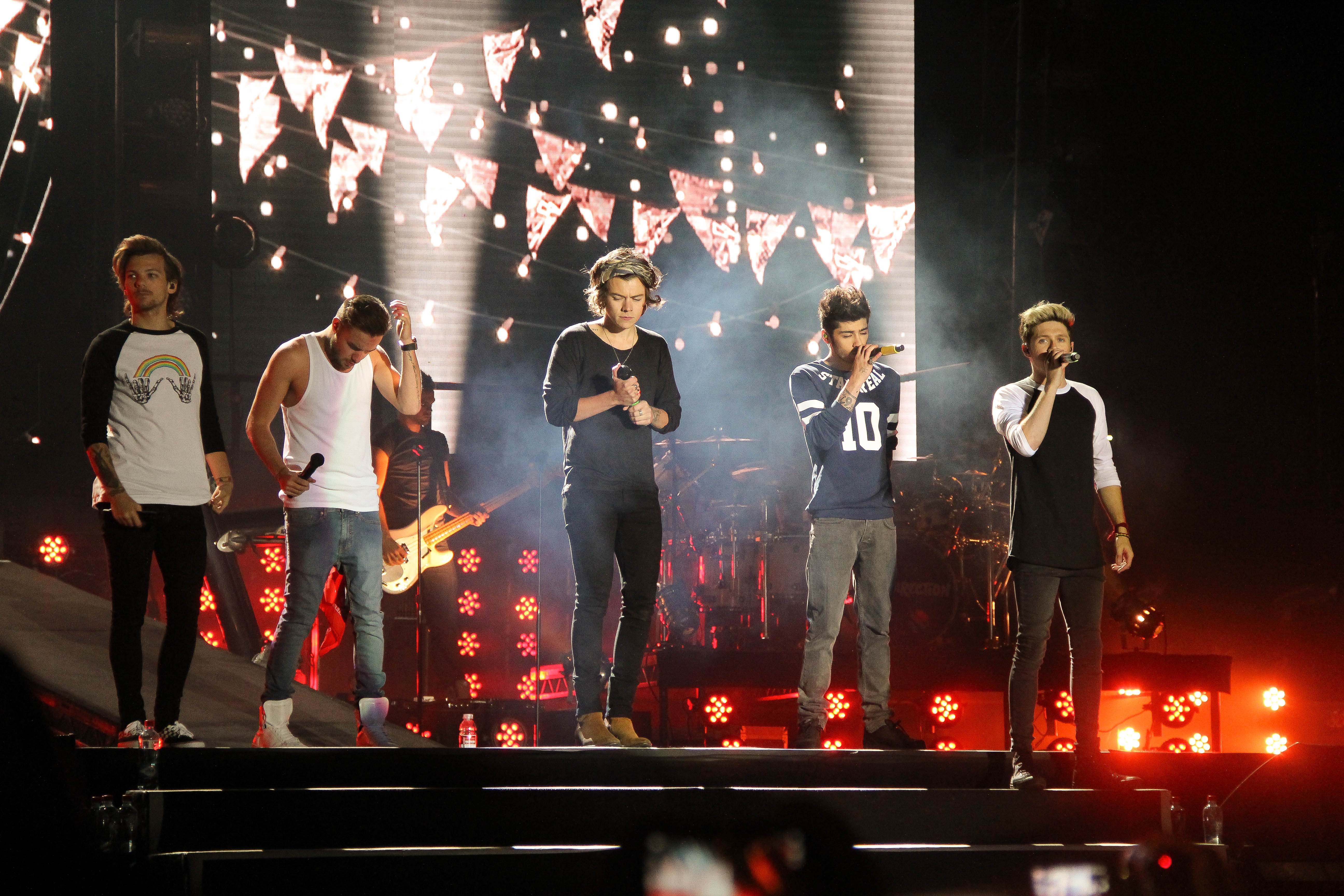
Trừ thành viên Louis Tomlinson, mỗi thành viên trong nhóm nhạc người Anh-Ireland One Direction có ít nhất một bài hát trong danh sách: Zayn tại #26 với "I Don't Wanna Live Forever" (song ca cùng Taylor Swift), Niall Horan tại #32 với "Slow Hands", Liam Payne tại #36 với "Strip That Down" (hợp tác với Quavo), và Harry Styles tại #87 với "Sign of the Times".

| No. | Tên bài hát                       | Nghệ sĩ trình diễn                                                         |
| --- | --------------------------------- | -------------------------------------------------------------------------- |
| 1   | "Shape of You"                    | Ed Sheeran                                                                 |
| 2   | "Despacito"                       | Luis Fonsi và Daddy Yankee hợp tác với Justin Bieber                       |
| 3   | "That's What I Like"              | Bruno Mars                                                                 |
| 4   | "Humble"                          | Kendrick Lamar                                                             |
| 5   | "Something Just Like This"        | The Chainsmokers và Coldplay                                               |
| 6   | "Bad and Boujee"                  | Migos hợp tác với Lil Uzi Vert                                             |
| 7   | "Closer"                          | The Chainsmokers hợp tác với Halsey                                        |
| 8   | "Body Like a Back Road"           | Sam Hunt                                                                   |
| 9   | "Believer"                        | Imagine Dragons                                                            |
| 10  | "Congratulations"                 | Post Malone hợp tác với Quavo                                              |
| 11  | "Say You Won't Let Go"            | James Arthur                                                               |
| 12  | "I'm the One"                     | DJ Khaled hợp tác với Justin Bieber, Quavo, Chance the Rapper và Lil Wayne |
| 13  | "XO Tour Llif3"                   | Lil Uzi Vert                                                               |
| 14  | "Mask Off"                        | Future                                                                     |
| 15  | "Unforgettable"                   | French Montana hợp tác với Swae Lee                                        |
| 16  | "24K Magic"                       | Bruno Mars                                                                 |
| 17  | "Stay"                            | Zedd và Alessia Cara                                                       |
| 18  | "Wild Thoughts"                   | DJ Khaled hợp tác với Rihanna và Bryson Tiller                             |
| 19  | "Black Beatles"                   | Rae Sremmurd hợp tác với Gucci Mane                                        |
| 20  | "Starboy"                         | The Weeknd hợp tác với Daft Punk                                           |
| 21  | "Location"                        | Khalid                                                                     |
| 22  | "Attention"                       | Charlie Puth                                                               |
| 23  | "There's Nothing Holdin' Me Back" | Shawn Mendes                                                               |
| 24  | "Bodak Yellow (Money Moves)"      | Cardi B                                                                    |
| 25  | "Redbone"                         | Childish Gambino                                                           |
| 26  | "I Don't Wanna Live Forever"      | Zayn và Taylor Swift                                                       |
| 27  | "It Ain't Me"                     | Kygo and Selena Gomez                                                      |
| 28  | "iSpy"                            | Kyle hợp tác với Lil Yachty                                                |
| 29  | "Issues"                          | Julia Michaels                                                             |
| 30  | "Scars to Your Beautiful"         | Alessia Cara                                                               |
| 31  | "1-800-273-8255"                  | Logic hợp tác với Alessia Cara và Khalid                                   |
| 32  | "Slow Hands"                      | Niall Horan                                                                |
| 33  | "Love on the Brain"               | Rihanna                                                                    |
| 34  | "I Feel It Coming"                | The Weeknd hợp tác với Daft Punk                                           |
| 35  | "Bounce Back"                     | Big Sean                                                                   |
| 36  | "Strip That Down"                 | Liam Payne hợp tác với Quavo                                               |
| 37  | "Fake Love"                       | Drake                                                                      |
| 38  | "Don't Wanna Know"                | Maroon 5 hợp tác với Kendrick Lamar                                        |
| 39  | "Look What You Made Me Do"        | Taylor Swift                                                               |
| 40  | "Castle on the Hill"              | Ed Sheeran                                                                 |
| 41  | "Bad Things"                      | Machine Gun Kelly và Camila Cabello                                        |
| 42  | "Paris"                           | The Chainsmokers                                                           |
| 43  | "Side to Side"                    | Ariana Grande hợp tác với Nicki Minaj                                      |
| 44  | "Rockabye"                        | Clean Bandit hợp tác với Sean Paul và Anne-Marie                           |
| 45  | "Feel It Still"                   | Portugal. The Man                                                          |
| 46  | "Let Me Love You"                 | DJ Snake hợp tác với Justin Bieber                                         |
| 47  | "Sorry Not Sorry"                 | Demi Lovato                                                                |
| 48  | "Bank Account"                    | 21 Savage                                                                  |
| 49  | "Can't Stop the Feeling!"         | Justin Timberlake                                                          |
| 50  | "Mi Gente"                        | J Balvin và Willy William hợp tác với Beyoncé                              |
| 51  | "Thunder"                         | Imagine Dragons                                                            |
| 52  | "T-Shirt"                         | Migos                                                                      |
| 53  | "Rake It Up"                      | Yo Gotti hợp tác với Nicki Minaj                                           |
| 54  | "Mercy"                           | Shawn Mendes                                                               |
| 55  | "Tunnel Vision"                   | Kodak Black                                                                |
| 56  | "Rockstar"                        | Post Malone hợp tác với 21 Savage                                          |
| 57  | "In Case You Didn't Know"         | Brett Young                                                                |
| 58  | "Heathens"                        | Twenty One Pilots                                                          |
| 59  | "Now or Never"                    | Halsey                                                                     |
| 60  | "Caroline"                        | Aminé                                                                      |
| 61  | "Rolex"                           | Ayo & Teo                                                                  |
| 62  | "DNA"                             | Kendrick Lamar                                                             |
| 63  | "Juju on That Beat (TZ Anthem)"   | Zay Hilfigerrr & Zayion McCall                                             |
| 64  | "Swang"                           | Rae Sremmurd                                                               |
| 65  | "Passionfruit"                    | Drake                                                                      |
| 66  | "Loyalty"                         | Kendrick Lamar hợp tác với Rihanna                                         |
| 67  | "Praying"                         | Kesha                                                                      |
| 68  | "Goosebumps"                      | Travis Scott hợp tác với Kendrick Lamar                                    |
| 69  | "Cold"                            | Maroon 5 hợp tác với Future                                                |
| 70  | "Broccoli"                        | DRAM hợp tác với Lil Yachty                                                |
| 71  | "Slide"                           | Calvin Harris hợp tác với Frank Ocean và Migos                             |
| 72  | "What Ifs"                        | Kane Brown hợp tác Lauren Alaina                                           |
| 73  | "Chained to the Rhythm"           | Katy Perry hợp tác với Skip Marley                                         |
| 74  | "Feels"                           | Calvin Harris hợp tác với Pharrell Williams, Katy Perry và Big Sean        |
| 75  | "All Time Low"                    | Jon Bellion                                                                |
| 76  | "Hurricane"                       | Luke Combs                                                                 |
| 77  | "Too Good at Goodbyes"            | Sam Smith                                                                  |
| 78  | "Young Dumb & Broke"              | Khalid                                                                     |
| 79  | "Magnolia"                        | Playboi Carti                                                              |
| 80  | "Love Galore"                     | SZA hợp tác với Travis Scott                                               |
| 81  | "Drowning"                        | A Boogie wit da Hoodie hợp tác với Kodak Black                             |
| 82  | "Starving"                        | Hailee Steinfeld and Grey hợp tác với Zedd                                 |
| 83  | "Both"                            | Gucci Mane hợp tác với Drake                                               |
| 84  | "What About Us"                   | Pink                                                                       |
| 85  | "Swalla"                          | Jason Derulo hợp tác với Nicki Minaj và Ty Dolla Sign                      |
| 86  | "Slippery"                        | Migos hợp tác với Gucci Mane                                               |
| 87  | "Sign of the Times"               | Harry Styles                                                               |
| 88  | "Water Under the Bridge"          | Adele                                                                      |
| 89  | "Malibu"                          | Miley Cyrus                                                                |
| 90  | "Down"                            | Marian Hill                                                                |
| 91  | "No Promises"                     | Cheat Codes hợp tác với Demi Lovato                                        |
| 92  | "Treat You Better"                | Shawn Mendes                                                               |
| 93  | "I Get the Bag"                   | Gucci Mane hợp tác với Migos                                               |
| 94  | "Small Town Boy"                  | Dustin Lynch                                                               |
| 95  | "Everyday We Lit"                 | YFN Lucci hợp tác với PnB Rock                                             |
| 96  | "Havana"                          | Camila Cabello hợp tác với Young Thug                                      |
| 97  | "What Lovers Do"                  | Maroon 5 hợp tác với SZA                                                   |
| 98  | "Do Re Mi"                        | Blackbear                                                                  |
| 99  | "Look at Me!"                     | XXXTentacion                                                               |
| 100 | "The Fighter"                     | Keith Urban hợp tác với Carrie Underwood                                   |